# Omer Van Der Stricht

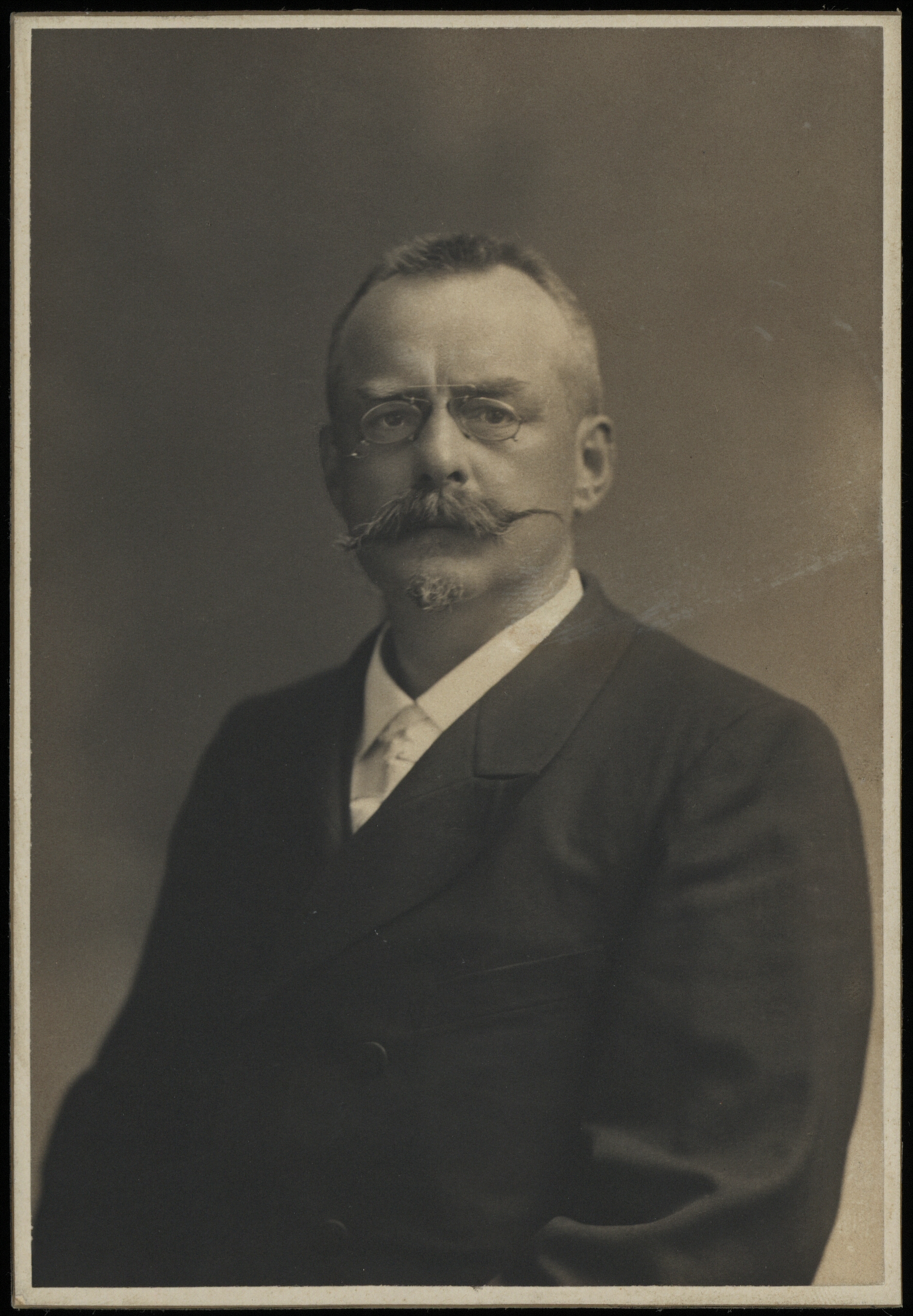
Omer Van Der Stricht (1912)

Omer Van Der Stricht (Dikkelvenne, 23 mei 1862 - Menton, 8 mei 1925) was een Belgisch embryoloog, histoloog en hoogleraar.
Omer Van Der Stricht werd geboren in het Oost-Vlaamse Dikkelvenne bij Gavere. Hij volgde les aan de Colleges van Oudenaarde en Sint-Niklaas. Na zijn humaniora trok hij naar de Gentse universiteit. Gedurende zijn opleiding aan de Universiteit van Gent werkte hij als voorbereider voor Charles Van Bambeke. Hij studeerde af in 1888 als arts.
In 1894 werd hij werkleider aan het Anatomisch Instituut van de Universiteit van Gent. Hij werd benoemd tot opvolger van Charles Van Bambeke. In 1901 promoveerde hij tot buitengewoon hoogleraar en in 1906 tot gewoon hoogleraar. Van 1907 tot 1908 was hij deken aan de Faculteit Geneeskunde. Hij doceerde algemene en bijzondere weefselleer en embryologie.
Hij was directeur-diensthoofd van het Laboratorium voor embryologie en vergelijkende histologie van 1900 tot 1914 en van 1919 tot 1925.
Hij huwde met brouwster Marie Virginie Gevaert. In de herfst en winter keerde hij ieder jaar terug naar zijn geboortedorp Dikkelvenne in Oost-Vlaanderen om te jagen. In wetenschappelijke kringen was zijn wijnkelder vermaard en hijzelf gekend als een "gourmet". Gedurende de Eerste Wereldoorlog verbleef hij in de Verenigde Staten waar hij fellow werd aan de Western Reserve University te Cleveland en lector aan de Johns Hopkins University te Baltimore. Zijn broer Alphonse Van Der Stricht was tevens oprichter van de brouwerij Excelsior aan de Steendam te Gent.
Hij was Ridder in de Légion d'honneur en Officier in de Leopoldsorde.
Omer Van Der Sticht overleed op 62-jarige leeftijd na een lang en zwaar ziekbed in het Zuid-Franse Menton.